# Société libre d'émulation de la Seine-Maritime
La Société libre d'émulation de la Seine-Maritime, est une société savante fondée à Rouen en 1792, sous la dénomination de « Société libre d'émulation du commerce et de l'industrie de la Seine-Inférieure ».

## Description

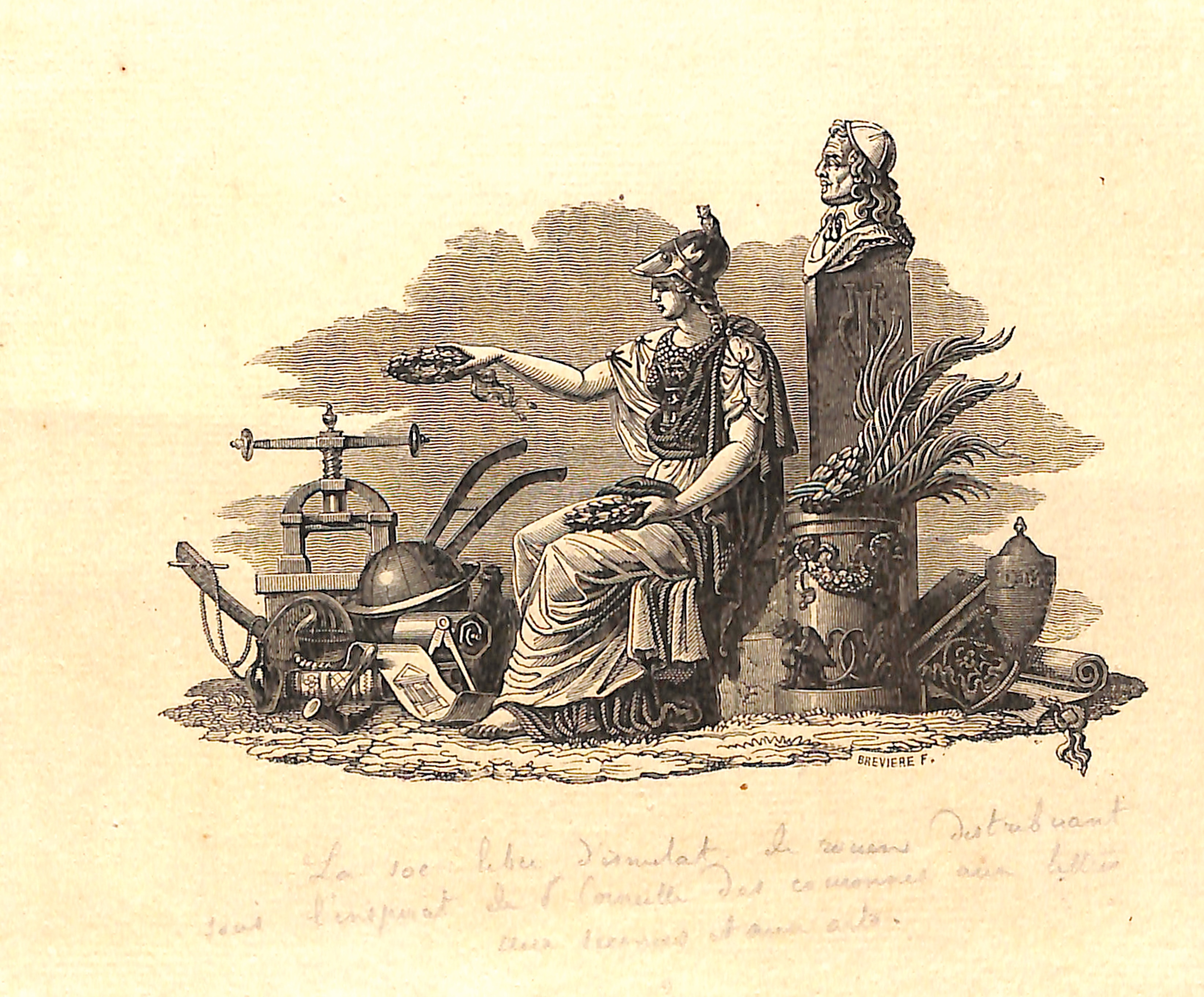
La Société Libre d’Émulation de Rouen distribuant, sous l’inspiration de Pierre Corneille, des couronnes aux Lettres, aux Sciences et aux Arts par Brévière.

Elle est née en 1855 de la fusion de la Société libre du commerce avec la Société libre d'émulation de Rouen.
Reconnue d'utilité publique par le décret du 28 avril 1851, la Société s'intéresse non seulement aux études d'histoire, d'archéologie ou d'ethnographie mais aussi, à la vie économique, sociale et culturelle de la Seine-Maritime. Elle organise une exposition régionale à Rouen en 1859.
La Société publie un bulletin annuel et organise des conférences.
Chaque année, un concours vise à promouvoir les travaux inédits d'histoire locale, de géographie, d'ethnologie… et toutes les recherches relatives à la région.
Son siège social se trouve à l'hôtel des Sociétés Savantes, no 190 rue Beauvoisine.

## Présidents
| Identité                                                                    | Période        | Période        | Durée                      |
| Identité                                                                    | Début          | Fin            | Durée                      |
| --------------------------------------------------------------------------- | -------------- | -------------- | -------------------------- |
| Pierre Daniel Destigny (1770 - 1855)                                        | 1828           |                |                            |
| Achille Deville (1789 - 1875)                                               | 1828           |                |                            |
| Pierre Philippe Urbain Thomas (1776 - 1854)                                 | 1835           |                |                            |
| Arthus Barthélémy Vingtrinier (1796 - 1872)                                 | 1842           |                |                            |
| Jean-Ezéchiel Vauquelin (d) (1801 - 1875)                                   | 1844           |                |                            |
| Richard Bénard-Leduc (d) (1811 - 1887)                                      | 1857           | avril 1859     | 2 ans                      |
| Pierre-Guillaume Gaignœux (d) (mort en 1874)                                | 1861           | 1863           | 2 ans                      |
| Robert Charles René Hippolyte Langlois, comte d'Estaintot (d) (1832 - 1901) | 1865           | 1867           | 2 ans                      |
| Amédée Le Plé (d) (1830 - 1906)                                             | 1873           | 1875           | 2 ans                      |
| Édouard Chouillou (d) (1826 - 1922)                                         | 1875           | 1877           | 2 ans                      |
| Achille Lefort (1834 - 1912)                                                | 1880           | 1882           | 2 ans                      |
| Maurice Lebon (1849 - 1906)                                                 |                | 1891           |                            |
| Louis Deschamps (1851 - 1933)                                               | 6 février 1924 | 6 février 1929 | 5 ans                      |
| Eugène Le Parquier (d) (1864 - 1936)                                        | 6 février 1929 | 3 février 1932 | 2 ans, 11 mois et 28 jours |
| Raymond Quenedey (1868 - 1938)                                              | 3 février 1932 | 9 janvier 1935 | 2 ans, 11 mois et 6 jours  |
| Charles Leroy (d) (1867 - 1938)                                             | 9 janvier 1935 |                |                            |
| Henri Labrosse (d) (1880 - 1942)                                            | 1938           | 1942           | 4 ans                      |
| Robert Eude (1899 - 1965)                                                   | 1944           | 1947           | 3 ans                      |
| René Rouault de la Vigne (d) (1889 - 1985)                                  | 1946           | 1955           | 9 ans                      |
| André Dubuc (d) (1905 - 1998)                                               | 1952           | 1982           | 30 ans                     |
| Daniel Fauvel (d) (né en 1942)                                              | janvier 1982   | février 2024   | 42 ans et 1 mois           |
| Hugues Auvray (d)                                                           | 2024           |                |                            |
| Étienne-Vincent Guilbert (1761 - 1829)                                      |                |                |                            |
| Henri Wallon (d)                                                            |                |                |                            |

## Anciens membres
- Henry Barbet - Jacques-Eugène Barthélémy - Louis-Henri Brévière - Alfred Cerné - François Depeaux - Henri Dupont-Delporte - Édouard Duveau - Achille-Louis Foville - Édouard Frère - Albert-Louis Gascard - Fernand Guey - Charles-Juste Houël - Eustache-Hyacinthe Langlois - Eustache de La Quérière - Ferdinand Marrou - Honoré Pons - Augustin Pouyer-Quertier - Georges de Robillard de Beaurepaire - Edmond Spalikowski - René Stackler - Jean-Guillaume Bernard Vauquelin - Léon de Vesly - Marie-Josèphe Le Cacheux